# 绥阳镇 (凤冈县)
绥阳镇，是中华人民共和国贵州省遵义市凤冈县下辖的一个乡镇级行政单位。

## 行政区划
绥阳镇下辖以下地区：
永盛社区、砚台村、大石村、玛瑙村、金鸡村、新岗村和石门村。

## 中国传统村落
2012年，玛瑙村被评为首批“中国传统村落”。